# Scott Dobie
Scott Dobie est un footballeur écossais né le 10 octobre 1978 à Workington en Angleterre. Il évolue au poste d'attaquant.
Il a joué un total de 36 matchs en Premier League (1re division anglaise).

## Carrière
- 1996-2001 : Carlisle United  Angleterre
  - nov. 1998-déc. 1998 : Clydebank FC (prêt)  Écosse
- 2001-nov. 2004 : West Bromwich Albion  Angleterre
- nov. 2004-fév. 2005 : Millwall FC  Angleterre
- fév. 2005-jan. 2008 : Nottingham Forest  Angleterre
- jan. 2008-2010 : Carlisle United  Angleterre
- depuis 2010 : Saint Johnstone  Écosse
  - jan. 2011-2011 : Bradford City (prêt)  Angleterre[1],[2]

## Sélections
- 6 sélections et 1 but avec l'équipe d'Écosse de 2001 à 2002.